# 주한 아르헨티나 대사관
주한 아르헨티나 대사관(스페인어: Embajada de Argentina en República de Corea)은 대한민국 서울특별시 용산구 이태원동 534 천우빌딩 5층에 위치하고 있는 아르헨티나 대사관이다. 현직 주한 아르헨티나 대사는 알프레도 카를로스 바스쿠이다.

## 역사
아르헨티나와 대한민국은 1962년 2월 15일 국교를 맺었다. 1963년 먼저 주아르헨티나 대한민국 대사관이 설치되고 이듬해인 1966년 3월 주한 아르헨티나 대사관이 설치되었다. 1970년 문화협정, 1972년 특허권보호협정, 1985년 경제과학기술협정, 1994년 투자보장협정, 1995년 범죄인인도협정, 1996년 원자력협정, 1996년 항공협정 등을 체결했다. 1973년 조선민주주의인민공화국과도 외교관계를 맺었으나 북한공관 방화사건 후 1977년 6월 단교했다.

## 주요 업무
주요 업무는 대한민국 정부와의 외교, 교섭, 수출 및 통상 진흥, 투자 촉진, 외교 정책과 문화에 대한 홍보, 대한민국 거주 아르헨티나 국민의 보호감독, 여권발급, 아르헨티나 여행객에 대한 사증 발급 등이다. 한국인은 아르헨티나에 90일간 무비자로 체류할 수 있다.

## 같이 보기
- 대한민국-아르헨티나 관계
- 주아르헨티나 대한민국 대사관
- 아르헨티나의 재외공관 목록
- 대한민국 주재 외국공관 목록